# Acompañantes de Santa Claus

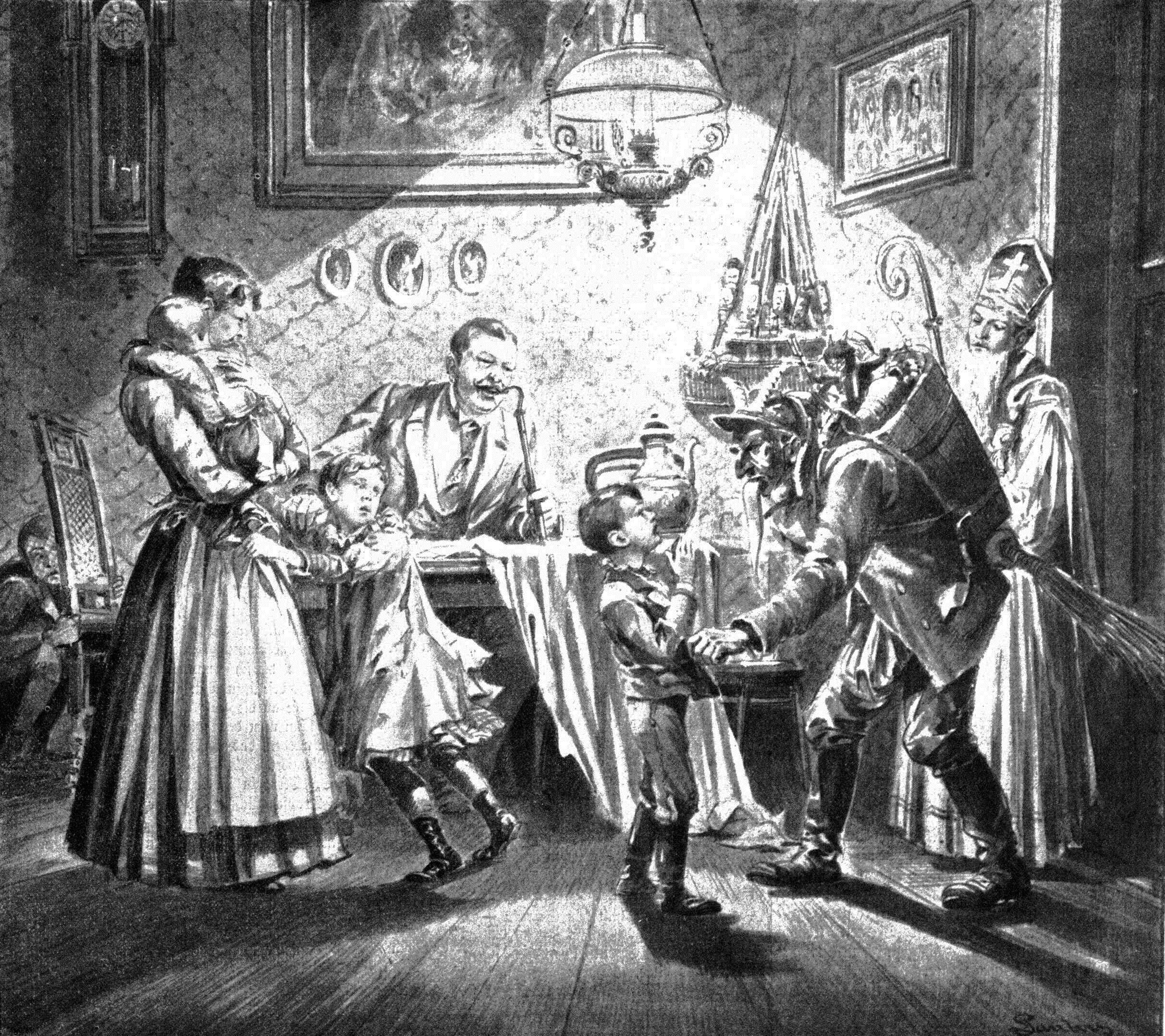
San Nicolás y Krampus visitan una casa vienesa (ilustración de 1896).

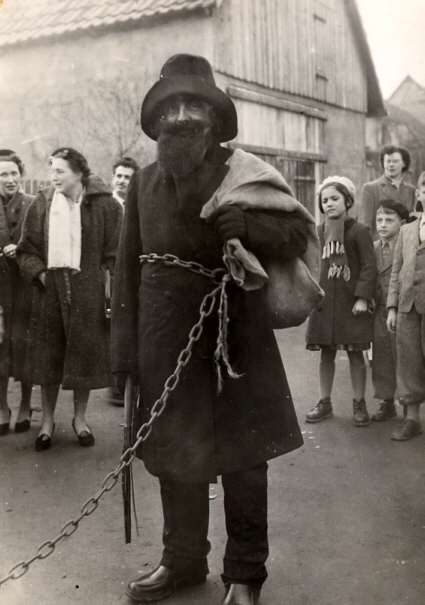
Hans Trapp en una fotografía tomada en 1953 en Wintzenheim, Alsacia.

Los acompañantes de San Nicolás son un grupo de figuras estrechamente relacionadas quienes acompañan a San Nicolás en los territorios que antiguamente formaron el Sacro Imperio Romano Germánico. Mientras en época navideña el benévolo San Nicolás deja regalos a los niños buenos, sus ayudantes castigan o secuestran a los niños desobedientes. Jacob Grimm (Deutsche Mythologie) asoció estas figuras con los espíritus del hogar precristianos (kobold, elfo) los cuales podían ser benévolos o maliciosos, pero cuyo lado amable se enfatizó después de la cristianización. La asociación de los regalos navideños con elfos y duendes tiene paralelos en el folclore inglés y escandinavo, y está final y remotamente conectado a los duendes navideños modernos del folclore estadounidense.
Los nombres para el "acompañante" oscuro o amenazante incluyen: Knecht Ruprecht en Alemania, Krampus en Austria, Baviera, Croacia, Eslovenia, el Friul, Hungría (deletreado Krampusz);
Klaubauf en Baviera y Austria;
Bartel en Estiria;
Pelzebock;
Befana en el norte italiano;
Pelznickel;
Belzeniggl;
Belsnickel en el Palatinado (y también en el estado de Pensilvania, Estados Unidos, debido a la influencia alemana en Pensilvania);
Schmutzli en Suiza;
Rumpelklas;
Bellzebub;
Hans Muff;
Drapp; 
Buzebergt en Augsburgo y Babushka en Rusia.
La figura equivalente en Holanda y Flandes es Zwarte Piet o Pete el Negro, y en el folclore suizo Schmutzli, (schmutz significa suciedad). En la República Checa, San Nicolás o svatý Mikuláš es acompañado por el čert (Diablo) y el anděl (Ángel). En Francia, el acompañante de San Nicolás se llama Rubbels en Lorena y Hans Trapp en la zona de habla alemana (en Alsacia, este de Francia) y Père Fouettard (Valonia, norte y este de Francia).

## Aspecto
A menudo en poemas de invierno y cuentos, los acompañantes de San Nicolás portan con ellos una vara (a veces un palo y en tiempos modernos a menudo una escoba) y un saco. A veces visten harapos oscuros, la cara negra y cabello desgreñado. En muchos retratos contemporáneos los acompañantes parecen oscuros, siniestros, o versiones rústicas del mismo Santa Claus, con un traje similar pero con un esquema de color más oscuro.

### Knecht Ruprecht

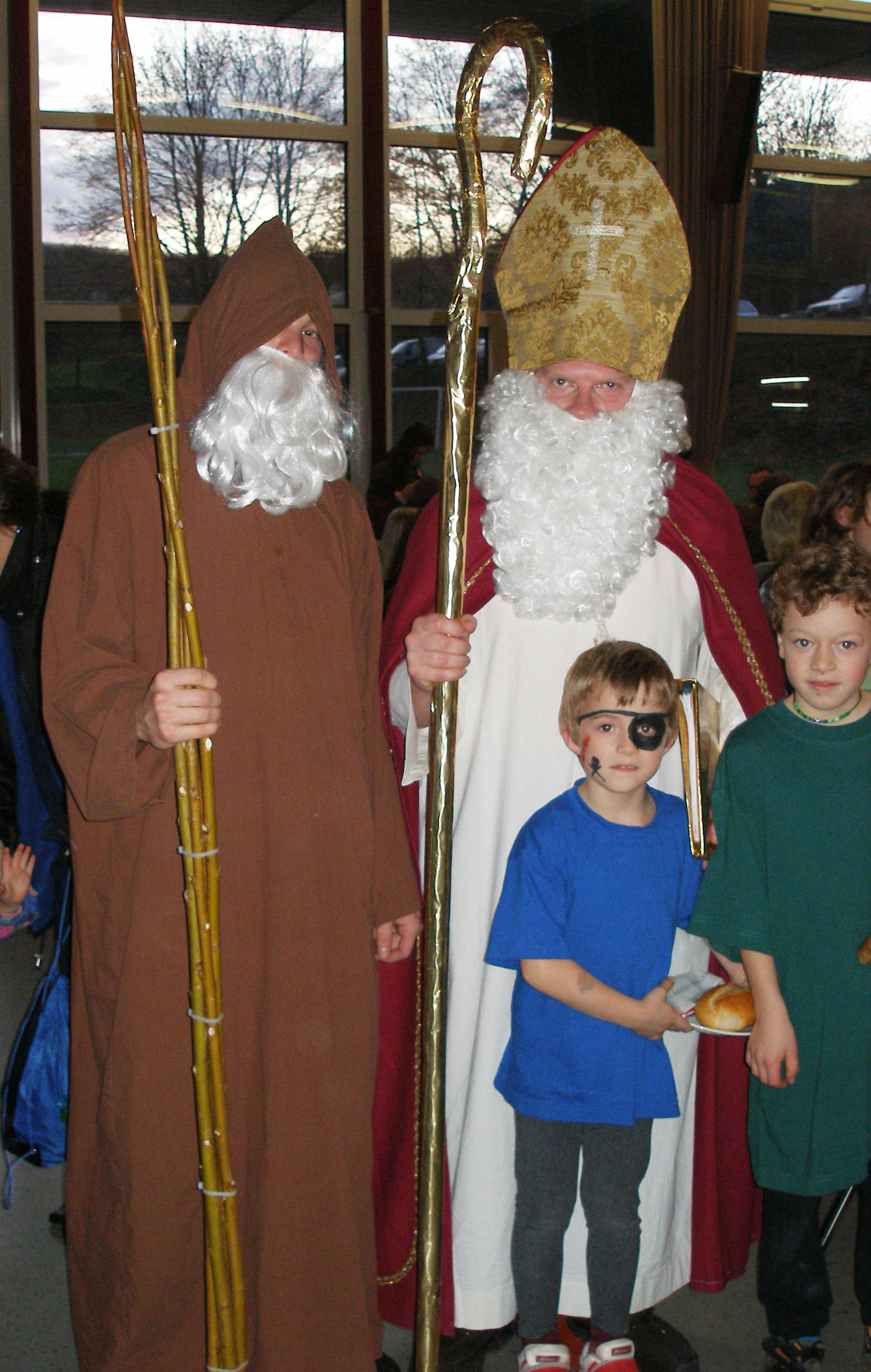
Knecht Ruprecht (a la izquierda) y San Nicolás, diciembre de 2006

En el folclore de Alemania, Knecht Ruprecht, lo cual se traduce como el Labriego Rupert o el Criado Rupert, es un acompañante de San Nicolás, y posiblemente el más habitual. La tradición cuenta que aparece en las casas la Víspera de Navidad, y es un hombre con una barba larga, llevando una pelliza de pieles o de paja de guisantes. Knecht Ruprecht a veces viste un largo abrigo y porta una bolsa con ceniza, y algunas campanillas en su ropa.
Según la tradición, Knecht Ruprecht pregunta a los niños si saben sus oraciones. Si es así, les regala manzanas, frutos secos, y galletas de jengibre. Si es que no, golpea a los niños con su bolsa de cenizas. En otras versiones de la historia (presumiblemente más modernas), Knecht Ruprecht regala a los niños traviesos trozos de carbón, palos, y piedras, mientras los niños buenos reciben golosinas de San Nicolás. También es sabido que deja en los zapatos de los niños traviesos palos en vez de caramelos, fruta y frutos secos, en la tradición alemana.
Ruprecht es un nombre común para el diablo en Alemania y los Grimm señalan que "el compañero Robin" es el mismo duende de la casa que el que en Alemania llamamos Knecht Ruprecht, que se aparece a los niños en Navidad ..." Knecht Ruprecht aparece por primera vez en las fuentes escritas en el siglo XVII, como una de las figuras en una procesión navideña en Nuremberg.[5]
Según Alexander Tille, Knecht Ruprecht representa el arquetipo del sirviente, "y tiene exactamente tanta individualidad de rango social y tan poca individualidad personal como el Junker Hanns y el Bauer Michel, los personajes representantes de la nobleza del país y del campesinado respectivamente." Tille también declara que Knecht Ruprecht originalmente no tenía ninguna conexión con la Navidad.
Ruprecht a veces se pasea cojeando, debido a una lesión en la niñez. A menudo, su ropa negra y la cara sucia se atribuyen al hollín que recoge cuando baja por las chimeneas. En algunas tradiciones del Ruprecht, los niños eran convocados a la puerta para realizar trucos, como un baile o cantar una canción para impresionar a Santa y Ruprecht mostrando que de hecho eran niños buenos. Quienes actuaran mal serían golpeados por el Criado Ruprecht con su vara, y a quienes actuaran bien San Nicolás les ofrecería golosinas o regalos. Quienes actuaran bastante mal o hubieran cometido otras malas acciones durante el año serían metidos por Ruprecht en su saco y se los llevaría, a casa de Ruprecht en la Selva Negra para comérselos más tarde, o para arrojarlos a un río. En otras versiones más posteriores los niños deben dormir, y al despertar encontrarán sus zapatos llenos de golosinas, carbón, o en algunos casos un palo.

### Krampus

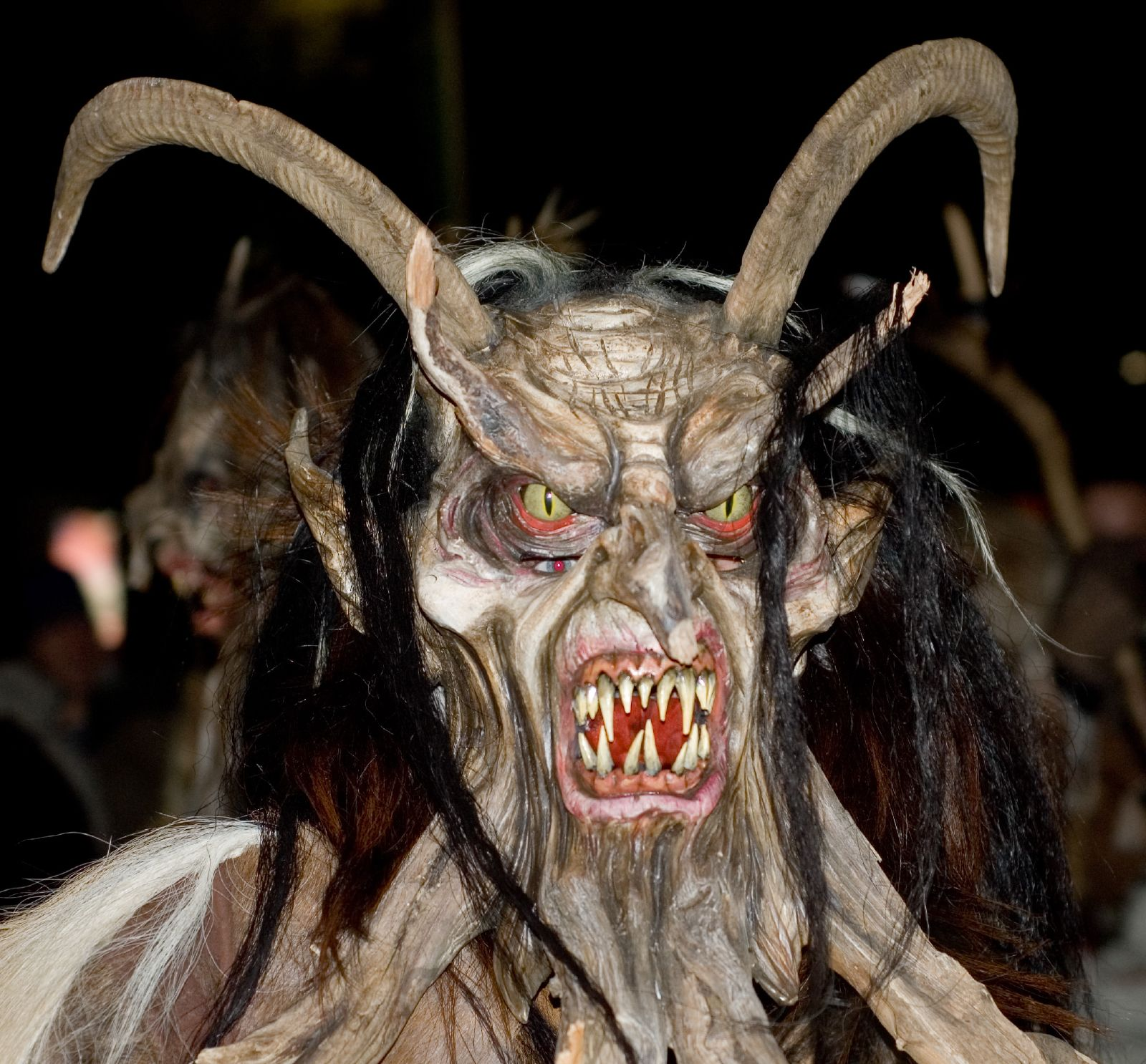
Un moderno Krampus en el Perchtenlauf en Klagenfurt (2006)

Krampus es una figura aterradora presente en Austria, Baviera, al sur del Tirol, Eslovenia, y Croacia, originaria de tradiciones alpinas precristianas. La tradición local típicamente retrata estas figuras como niños de familias pobres, vagando por las calles y lanzándose en trineos durante las vacaciones navideñas. El Krampus lleva harapos negros y máscaras cornudas, arrastrando cadenas, abalanzándose hacia los niños que encuentre a su paso.
La fiesta de San Nicolás se celebra en Centroeuropa el 6 de diciembre. En el anochecer de la víspera, la Krampusnacht o Noche del Krampus, el diablo peludo malvado aparece en las calles. A veces acompañando a San Nicolás y a veces solo, el Krampus visita casas y negocios. San Nicolás dispensa regalos, mientras Krampus entrega carbón y fardos de ramas de abedul.
Los centroeuropeos han intercambiado Krampuskarten, o tarjetas que presentan al Krampus, desde el siglo XIX. Un Krampuslauf es un desfile de celebrantes vestidos como este demonio, y es todavía muy popular. Hasta 1200 "Krampus" se reúnen en el desfile de Schladming, Estiria desde todas partes de Austria llevando las tradicionales máscaras de madera y trajes de piel de cabra, portando los manojos de palos y balanceando cadenas oxidadas para advertir de que se acercan.

### Belsnickel

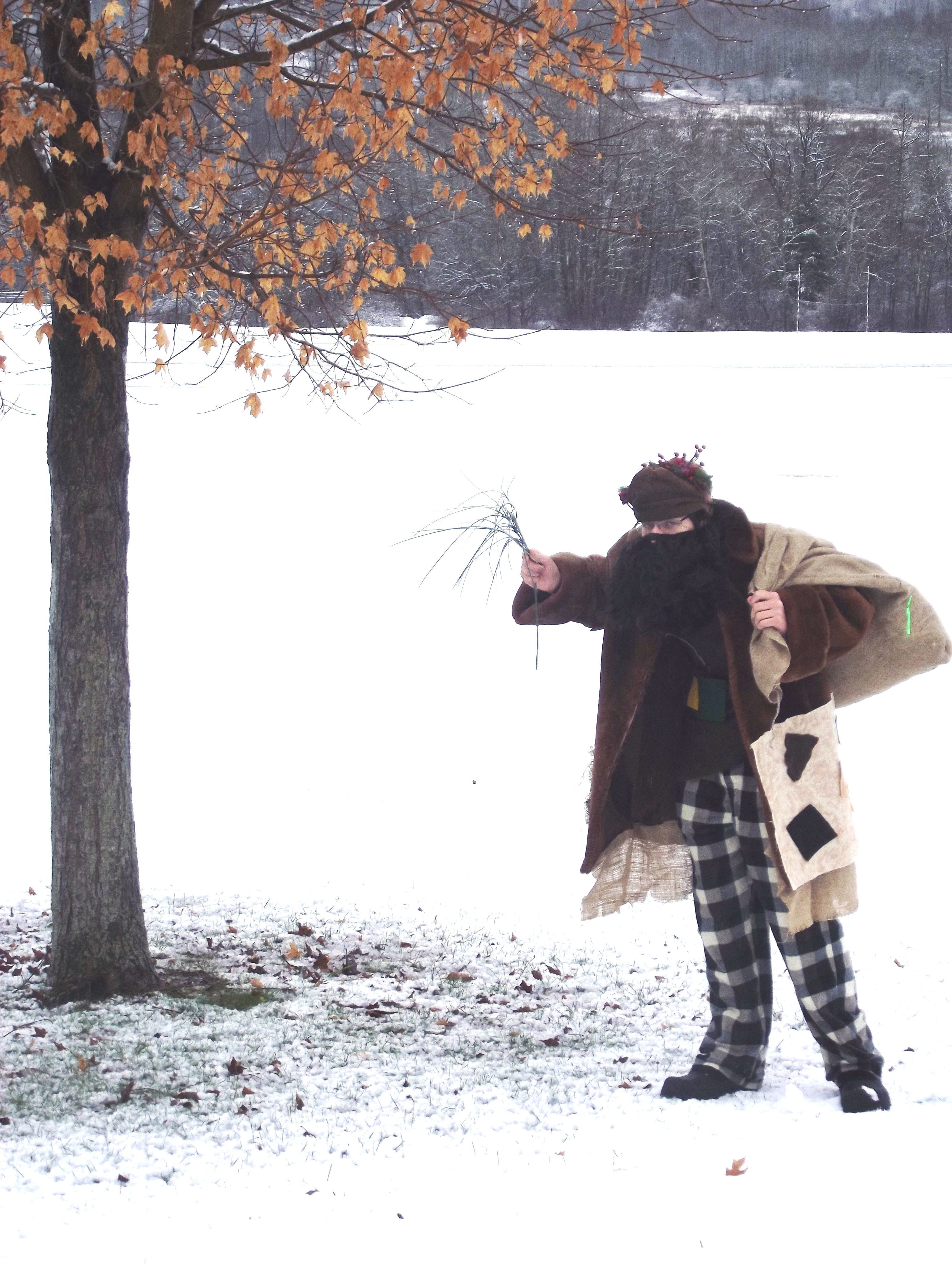
Un moderno Belsnickel en camino para asustar a los niños, con su atuendo de viaje, diciembre de 2012.

Belsnickel es el acompañante de San Nicolás en el Palatinado, Alemania. Belsnickel es un hombre que lleva pieles cubriendo todo el cuerpo, y a veces una máscara con una lengua larga. Es una criatura aterradora que visita a los niños el día de Navidad para entregarles calcetines o zapatos llenos de caramelos, pero si los niños no se portaron bien, encontrarán carbón y/o palos en sus calcetines a cambio.
En ciertas zonas de los Estados Unidos en el siglo XIX, las tradiciones "Pelznickel" se mantuvieron durante un tiempo entre los inmigrantes alemanes al menos hasta tan al oeste como el estado de Indiana. Hoy, quedan restos de esta tradición, conocida como Belsnickel, especialmente en Pensilvania.
Un relato de primera mano del siglo XIX sobre la tradición "Beltznickle" en el condado de Allegany, Maryland, se encuentra en Brown's Miscellaneous Writings, una colección de ensayos de Jacob Brown (nacido en 1824). Escrito sobre un período alrededor de 1830, Brown dice, "no oímos sobre Santa Claus.  En cambio, la tradición requería la visita de un personaje completamente diferente":

Era conocido como Kriskinkle, Beltznickle o a veces La mujer de Navidad. Los niños no solo recibían la visita del personaje misterioso, a veces lo sentían, acabando con las rayas provocadas por su palo en su espalda. El visitante anual hacía su aparición algunas horas antes de que oscureciera, completamente disfrazado, especialmente la cara, que a veces se cubría con una máscara especialmente horrible – generalmente con un atuendo femenino – de ahí el nombre de Mujer de Navidad – a veces era una mujer verdadera pero con fuerza y acción masculina. Él o ella se equipaba con un amplio saco sobre los hombros lleno de pasteles, nueces, y frutas, y una larga vara de avellano que se suponía tenía algún tipo de magia, así como un látigo. Esparcía las golosinas sobre el suelo, y luego se iniciaba la lucha por ellas de los niños encantados.

En la costa sur de Nueva Escocia, Canadá, una tradición de Navidad conocida como Belsnickling aun se sigue, donde la gente va de casa en casa en las comunidades vistiendo múltiples capas de ropa y bufandas alrededor de sus caras para encubrir su identidad. A estas personas les son dados alimentos y bebidas (normalmente ron o ponche de huevo) hasta que sus identidades son adivinadas, y entonces se van hasta la siguiente casa.

### Zwarte Piet (Pedro el Negro)

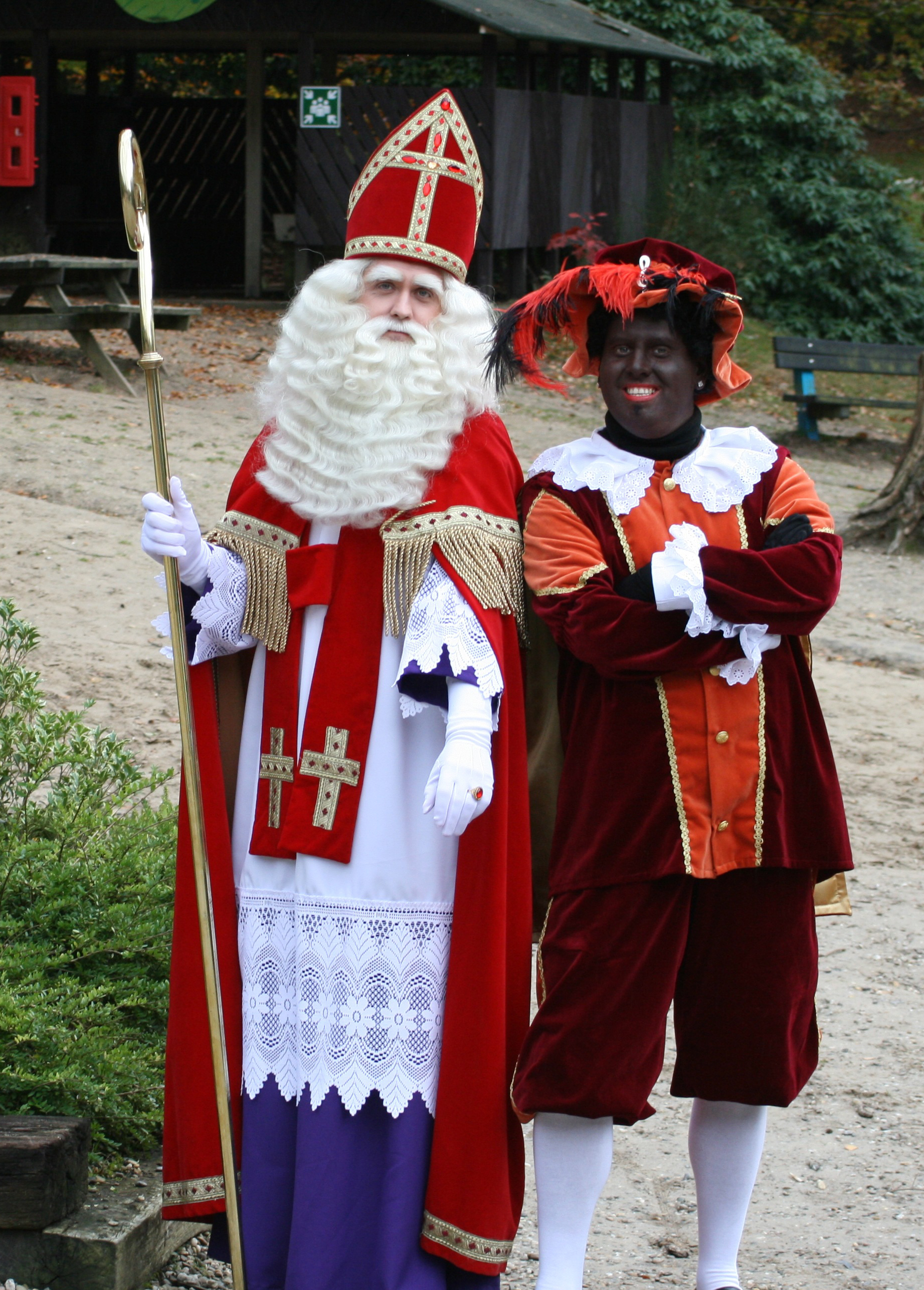
Sinterklaas y Zwarte Piet (2012)

Zwarte Piet (Pedro el Negro, en luxemburgués: Schwaarze Peiter, en francés (Valonia): Père-Fouettard (significando "Padre Látigo")) es el acompañante de San Nicolás (en neerlandés: Sinterklaas, en luxemburgués: Kleeschen) en el folclore de los Países Bajos. El personaje apareció por primera vez en su forma actual en un libro de 1850 escrito por Jan Schenkman y es generalmente descrito como un negro. Tradicionalmente se dice que Zwarte Piet es negro porque es un moro de España. Los participantes que retratan a Zwarte Piet típicamente llevan maquillaje blackface, con las caras pintadas de negro, llevando pintalabios rojo exagerado, y una peluca negra rizada, así como un atuendo de la época del Renacimiento colorido y aretes de oro. El personaje se ha convertido en tema de controversia desde finales del siglo XX, especialmente en los Países Bajos, debido a su supuesta insensibilidad cultural y étnica. Históricamente, a Zwarte Piet se lo describe como sirviente o sujeto, no como acompañante.